# Битка код Мардије
Битка код Мардије, такође позната и као Битка на Мардијанском пољу вођена је 316. године у Тракији између војски два римска цара – Константина и Ликинија. Део је Константинових ратова за укидање тетрархије, а завршена је његовом победом.

## Битка
Константин је већ поразио Лицинија у бици код Цибале. У бици код Мардије је Лицинијева власт докрајчена. Тачна локација битке није позната. Битка је вођена цели дан и престала је када је пала ноћ. Ноћ је искористио Лициније да повуче своју војску. Константин је марширао ка Византиону, али је Лициније напао позадину његове војске и заузео му логор. То је Константина натерало на преговоре који су завршени мировним споразумом 317. године. Лициније је признао пораз и предао Константину читав Балкан изузев Тракије.